# Aneides ferreus
Aneides ferreus es una especie de salamandra en la familia Plethodontidae.
Mide 130 mm de longitud total.
Es endémica de los Estados Unidos.
Su hábitat natural son los bosques templados y es probable que anide en los árboles.
Está amenazada de extinción debido a la destrucción de su hábitat.